# Friedrich Albert Spiecker

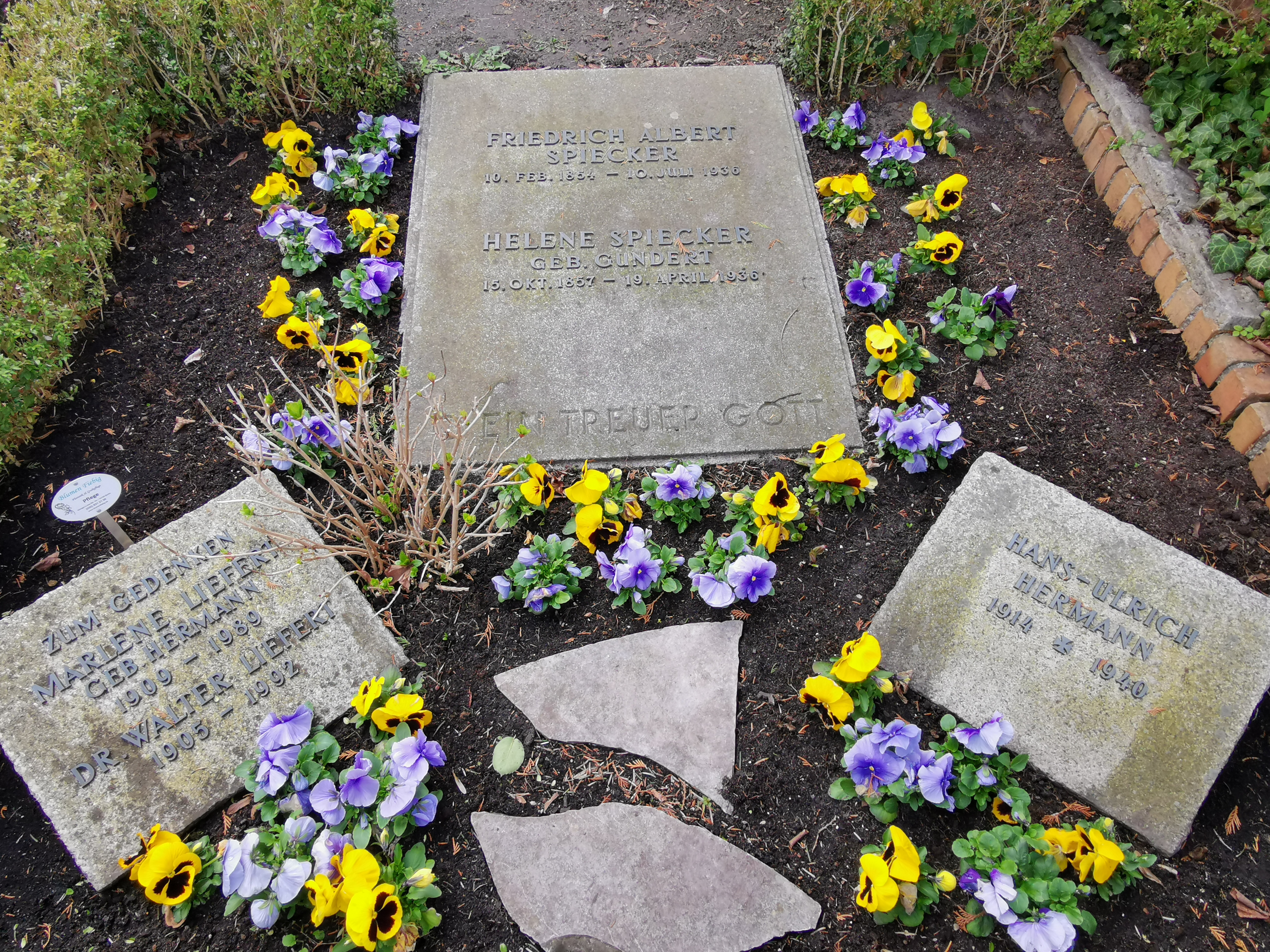
Familiengrab auf dem St. Annen-Kirchhof Berlin-Dahlem

Friedrich Albert Spiecker (* 19. Februar 1854 in Boppard; † 10. Juli 1936 in Berlin) war ein deutscher Unternehmer und protestantischer Verbandsfunktionär.

## Leben

### Herkunft
Als Sohn des Kaufmanns Fritz Spiecker (1817–1869) und seiner Ehefrau Luise geb. Wirtz wuchs Spiecker in einem kirchlichen Elternhaus auf. Der Vater, von der Erweckungsdiakonie Adalbert von der Recke-Volmersteins geprägt, war auch Kirchmeister in der evangelisch-reformierten Gemeinde in Boppard. Sein jüngerer Bruder Johannes Spiecker wurde Pfarrer und später Missionsdirektor.

### Karriere
Während die jüngeren Brüder Abitur machen und später Theologie studieren durften, verließ Friedrich Albert schon 1868 nach der Konfirmation das Gymnasium und trat in Hachenburg eine kaufmännische Lehre an. Ab Juli 1872 arbeitete er als Auslandskorrespondent und später als Buchhalter in Antwerpen. Im September 1874 kehrte Spiecker zu seiner verwitweten und inzwischen in Mülheim an Rhein (heute Köln-Mülheim) wohnenden Mutter zurück, um in der von Eugen Langen und Nicolaus Otto gegründeten Gasmotoren-Fabrik Deutz die Buchhaltung zu leiten. Hier war er an der Markteinführung des Otto-Viertaktmotors beteiligt. Daneben engagierte er sich, gemeinsam mit seinem Schwager Fritz Coerper, für den Rheinisch-Westphälischen Jünglingsbund, eine der Gründungsorganisationen des CVJM in Deutschland.
1877 krankheitsbedingt zur Aufgabe seiner Tätigkeit gezwungen, wurde Spiecker nach kurzem Intermezzo in London 1879 von Friedrich Fabri als Direktor der Missions-Handels-Actien-Gesellschaft angestellt, die zur Rheinischen Missionsgesellschaft in Barmen gehörte. Während einer 15-monatigen Reise durch die Missionsgebiete im späteren Deutsch-Südwestafrika und heutigen Namibia 1880/81 setzte sich Spiecker gemeinsam mit Fabri für eine Annexion des Gebiets durch das Deutsche Reich ein, die Bismarck zu diesem Zeitpunkt aber noch ablehnte.
1882 gab Spiecker seine Stelle als Direktor auf und gründete, finanziert von Eugen Langen und Franz Carl Guilleaume, in Köln die Firma Spiecker und Co., die elektrische Beleuchtungsanlagen für Städte produzieren sollte. Als diese 1888 vom Konkurrenten Schuckert & Co. aufgekauft wurde, wechselte Spiecker als Direktor an die Köln-Rottweiler Pulverfabriken AG und übernahm dazu die Stelle des Generalsekretärs eines neugegründeten Kartells deutscher und englischer Pulver- und Dynamitfabriken. Auf Empfehlung von Carl Klönne wurde er schließlich 1902 als Vorstandsmitglied bei Siemens & Halske angestellt. Er erhielt bald die Verantwortung für die Finanzen, auch für die 1903 mit Siemens verbundenen Schuckertwerke, und gehörte schließlich als Mitglied des von Georg Wilhelm von Siemens geschaffenen Finanzausschusses zum „'inner circle' des Vorstands“. In dieser Stellung trug er viel zum Wachstum des Großkonzerns, der heutigen Siemens AG, bei, bis er 1917 aus gesundheitlichen Gründen in den Ruhestand ging. In seinen zahlreichen Ehrenämtern blieb er aber weiterhin aktiv.

### Ehrenämter
Neben seiner beruflichen Tätigkeit übte Spiecker zahlreiche Ehrenämter in der Wirtschaft und im Verbandsprotestantismus aus. Von 1906 bis 1934 war er Vorsitzender der Berufsgenossenschaft der Feinmechanik und Elektrotechnik, ab 1910 zugleich Vorsitzender des Verbandes der deutschen Berufsgenossenschaften.
Noch stärker war sein Engagement für die Innere Mission. So war er schon in Köln Mitgründer eines Evangelischen Arbeitervereins und des Evangelischen Krankenhausvereins 1898 e. V. zu Köln, der das Evangelische Krankenhaus Köln-Weyertal errichtete und betrieb. Bald nach dem Umzug nach Berlin übernahm er den Vorsitz im Aufsichtsrat der Berliner Stadtmission. 1906 wurde er Präsident des Central-Ausschusses für die Innere Mission. Da in dieser Zeit die Diakonie noch ganz in der Hand der Vereine und freien Werke lag, war dies die einflussreichste Stellung innerhalb der diakonischen Arbeit des deutschen Protestantismus. Spiecker leitete die Umwandlung des Central-Ausschusses in den Central-Verband der Inneren Mission. 1923 gab er das Amt an Reinhold Seeberg ab, blieb aber Ehrenpräsident.
Da Spiecker von jeher mit der Missionsarbeit verbunden war – sein Schwiegervater Theodor Gundert war von 1883 bis 1904 Präses, sein Bruder Johannes Spiecker von 1908 bis 1920 Direktor der Rheinischen Missionsgesellschaft – ließ er sich auch für eine Mitarbeit in der Berliner Missionsgesellschaft gewinnen. Schon 1903 trat er in das Komitee ein, 1908 wurde er Vizepräsident. Von 1913 bis 1932 bis wirkte er als Präsident und konnte die Missionsgesellschaft gemeinsam mit Karl Axenfeld, den er als hauptamtlichen Direktor angestellt hatte, durch die schwierigen Jahre nach dem Ersten Weltkrieg führen.
Während all diese Ämter und Tätigkeiten sich in das Profil eines eher konservativen Erweckungschristen einfügen, fällt ein weiteres Engagement aus dem Rahmen. Spiecker, der aufgrund seiner guten Sprachkenntnisse immer wieder Kontakte zu Christen in anderen Ländern suchte, übernahm 1909 die Verantwortung für einen Besuch hochrangiger Kirchenmänner aus Großbritannien in Deutschland, mit dem ein Besuch deutscher kirchlicher Honoratioren in Großbritannien aus dem Vorjahr beantwortet wurde. Hier arbeitete der junge Berliner Pfarrer Friedrich Siegmund-Schultze als sein Assistent. Zur Fortsetzung wurde ein Komitee zur Pflege freundschaftlicher Beziehungen gegründet, in dem Spiecker auf deutscher Seite den Vorsitz übernahm. Aus den Bestrebungen, einen kirchlichen Beitrag zur Erhaltung des Friedens zu leisten, erwuchs die Gründung des Weltbundes für Freundschaftsarbeit der Kirchen, der eine der Wurzeln der ökumenischen Bewegung bildete. Spiecker war an der Gründungsversammlung im August 1914 nicht beteiligt, wurde aber zum Vorsitzenden der deutschen Abteilung und 1920 zu einem der Vizepräsidenten des internationalen Bundes gewählt. Spiecker war nicht so entschieden pazifistisch wie der weiterhin eng mit ihm zusammenarbeitende Generalsekretär Siegmund-Schultze, konnte aber durch seine vermittelnde Art einerseits die Akzeptanz der Deutschen in der ökumenischen Bewegung fördern, andererseits das Misstrauen gegenüber der ökumenischen Bewegung in den deutschen Kirchen abbauen. Auch diese Ämter gab er erst 1932 ab.

## Familie
Spiecker war seit dem 2. August 1883 mit Helene Gundert, einer Barmer Fabrikantentochter, verheiratet. Aus der Ehe gingen neben zwei früh verstorbenen Kindern ein Sohn und die Tochter Käthe (verh. Hermann) hervor, in deren Haus in Berlin-Dahlem Spiecker und seine Frau die letzten Lebensjahre verbrachten.

## Ehrungen
Die Theologische Fakultät der Universität Berlin verlieh Spiecker 1908 die Ehrendoktorwürde. Ferner erhielt er den preußischen Roten Adlerorden 4. Klasse und den Königlichen Kronenorden 3. Klasse.